# Joachim Meisner
Joachim Meisner (Breslau, 25 december 1933 – Bad Füssing, 5 juli 2017) was een Duits geestelijke en een kardinaal van de Rooms-Katholieke Kerk.

## Levensloop
Meisner werd geboren in Breslau, dat destijds tot Duitsland behoorde, maar thans bekend is als Wrocław, de Poolse vorm van de naam, in het zuidwesten van Polen. In 1945 vluchtte een deel van het gezin Meisner voor het oprukkende Rode Leger naar Thüringen, waarbij de vader achterbleef en kort daarna zou sterven (Meisner is dus een zogenaamde Heimatvertriebener). Toen de elfjarige Joachim met zijn moeder, drie broers en andere gevluchte Breslauers in Mühlhausen uit de trein stapte, werd de groep verdrevenen slechts door één iemand verwelkomd: de plaatselijke pastoor Heribert Böttcher, die zo voor Meisner een vervangende vaderfiguur werd.
Nadat Meisner aanvankelijk enige tijd in het bankwezen in de leer was geweest, ging hij aan de seminaries van Maagdenburg en daarna Erfurt studeren. Hij werd op 22 december 1962 priester gewijd. Zeven jaar na zijn priesterwijding promoveerde hij op de Pauselijke Universiteit Gregoriana te Rome op een proefschrift over de Katholieke vroomheid in Erfurt na de reformatie.
Op 17 maart 1975 werd Meisner benoemd tot hulpbisschop van Erfurt en tot titulair bisschop van Vina; zijn bisschopswijding vond plaats op 17 mei 1975.
Op 22 april 1980 werd Meisner benoemd tot bisschop van het toentertijd om politieke redenen lastig te besturen bisdom Berlijn (dat in 1994 een aartsbisdom werd). In deze functie steunde Meisner de door de communistische regimes vervolgde Kerk in diverse Oostbloklanden en verrichtte hij meerdere heimelijke priesterwijdingen.
Meisner werd tijdens het consistorie van 2 februari 1983 kardinaal gecreëerd. Hij kreeg de rang van kardinaal-priester. Zijn titelkerk werd de Santa Pudenziana. Hij nam deel aan de conclaven van 2005 en 2013
Op 20 december 1988 werd Meisner benoemd tot aartsbisschop van Keulen. Zijn benoeming werd met vreugde ontvangen, maar was ook aanleiding voor kritiek. Sommige Keulse katholieken zagen immers in de orthodoxe Meisner iemand die de in hun ogen relativerende Rijnlandse beleving van het katholicisme niet zou kunnen begrijpen. Er verschenen dan ook posters met teksten als "Seht, da kommt der Hirte, den kein Schaf hier wollte." ("Zie, daar komt de herder, op wie geen schaap hier zat te wachten.")
Na het conclaaf van 2005 was Meisner verheugd met de keuze van het conclaaf voor zijn landgenoot Joseph Ratzinger, ook al omdat hij er daardoor zeker niet alleen voor zou staan in augustus bij de Wereldjongerendagen in Keulen, waarvan Meisner als aartsbisschop hoofdorganisator en gastheer was. Voor paus Benedictus XVI was het bezoek aan de Keulse wereldjongerendagen de eerste officiële buitenlandse reis na zijn pausverkiezing.
In een toespraak bij de opening van het aartsbisschoppelijk museum Kolumba in 2007 gaf Meisner aan dat cultuur met godsdienst verbonden is: "Vergessen wir nicht, dass es einen unaufgebbaren Zusammenhang zwischen Kultur und Kult gibt. Dort, wo die Kultur vom Kultus, von der Gottesverehrung abgekoppelt wird, erstarrt der Kultus im Ritualismus, und die Kultur entartet. Sie verliert ihre Mitte." Het gebruik van het adjectief "entartet" viel bij sommigen niet in goede aarde, omdat zij de link legden met de term waarmee de nazi's hen niet welgevallige kunst aanduidden. Regelmatig verdedigt hij het katholieke standpunt over tal van zaken, waaronder abortus, waarbij hij ook suggereerde dat de CDU de letter 'C' beter uit haar naam zou kunnen schrappen.
Eind november 2008 bood Meisner, zoals het de gewoonte is in de Kerk, op 75-jarige leeftijd zijn ontslag aan bij de paus. Benedictus XVI vroeg hem echter om aan te blijven als aartsbisschop van Keulen.
In 2009 gaf Meisner een interview aan de Duitse krant Bild. Daarin uitte hij zijn ongenoegen over de toon waarop de Duitse bondskanselier Angela Merkel kritiek had uitgesproken ten opzichte van paus Benedictus XVI, in verband met de opheffing van de excommunicatie van de bisschoppen van de Priesterbroederschap Sint Pius X, waaronder Richard Williamson die de Holocaust geminimaliseerd had. Meisner verweet de bondskanselier zich volledig ongepast te hebben uitgelaten en vroeg haar zich bij paus Benedictus XVI te verontschuldigen. Hij zei ook verschillende leden te kennen van de CDU die deze partij hebben verlaten vanwege Merkels uitlatingen.
Meisner stond kritisch tegenover paus Franciscus. Hij was een van de vier kardinalen die de paus in een zogeheten dubia-brief om opheldering vroegen over de postsynodale exhortatie Amoris Laetitia, die gaat over huwelijk en gezin. Meisner was, in tegenstelling tot veel Duitse bisschoppen, van mening dat het niet mogelijk is hertrouwd gescheiden katholieken onder voorwaarden toe te laten tot de sacramenten.
Meisner ging op 28 februari 2014 met emeritaat.
- Biblioteca Nacional de España: XX851999
- Bibliothèque nationale de France: cb12182856k (data)
- Gemeinsame Normdatei: 118851985
- International Standard Name Identifier: 0000 0000 7140 9736
- Library of Congress Control Number: n93062379
- Nationale Bibliotheek van Tsjechië: jo2002101504
- Nationale Bibliotheek van Polen: a0000001221723
- Nederlandse Thesaurus van Auteursnamen: 067845320
- Istituto Centrale per il Catalogo Unico: CFIV109981
- Système universitaire de documentation: 030409101
- Virtual International Authority File: 49269588
- WorldCat: E39PBJcrfgtG4jfk7RKQHddqQq